# 放射線診断学
放射線診断学（ほうしゃせんしんだんがく、英語：diagnostic radiology）とは、電離放射線（X線など）、超音波、核磁気共鳴などを用いて、主として疾患による形態上の変化を画像化し、診断に用いる医学の一分野である。

## 解説
現在医学に於ける各々の診断手段の進歩は著しく、臓器別の専門を越えた横断的な知識や経験が必須となった。このような経緯を背景に、画像を用いた診断に特化した専門家すなわち放射線診断医がその地位を確立するに至った。
日本においては専門分野としての一般の認知度は高いとは言えないが、日本医学放射線学会や日本放射線科専門医会・医会による広報活動は行われている。一人の医師が診断から治療まで全て受け持つことが好まれる医療文化においては理解されがたい面はあるものの、チーム医療を是とする近年の傾向やより確実な医療を求められる風潮からその需要は増加しつつある。

## 診断法
診断のためのX線撮影法には多くの種類がある。
- 高圧撮影
- 低圧 (軟線) 撮影
- 拡大撮影
- 立体撮影
- 重複撮影
- 断層撮影
- 回転横断撮影
- 連続撮影
- 間接撮影
- ゼロラジオグラフィー
- X線映画を用いる方法
- コンピュータ断層撮影